# 레오리오=파라디나이트
레오리오=파라디나이트(レオリオ＝パラディナイ)는 《헌터 × 헌터》에 등장하는 등장인물이며 과거 친구와 같은 질병의 환자를 모두 무료로 치료하는 것을 꿈꾸는 의사 지망생이다.

## 외모
감청색 양복과 녹색 넥타이 복장에 선글라스를 착용하고 있으며, 짧은 검은색 머리카락의 갈색눈을 가진 청년이다.

## 소개
단순한 성격으로 술과 여자에 약하다. 돈에 집착하고 속물적인 인물인 한편 정의감이 강하고 동료의 일에 자신을 내던지는 것을 주저하지 않는 의리파로 주변의 인망이 좋다. 과거 고액의 수술비를 지급하지 못해 죽은 친구가 있어 이후 같은 질병의 환자를 모두 무료로 치료하고자 하는 꿈을 가진다. 이를 실현하기 위한 막대한 자금을 마련하기 위해 헌터가 된다. 제 287 기 헌터 시험에서 곤, 크라피카, 키르아와 만나 서로 협력하며 시험에서 합격한 후 고향으로 돌아가 그동안 국립 의과 대학에 입학하기 위한 공부를 했다. 이후 회장 선거 편에서 다시 등장하여 회장 선거에서 목숨이 위태로운 곤을 위해 헌터 협회를 친구를 구하는데 이용할 것이라는 레오리오의 연설이 많은 헌터들의 지지를 받고 최종적으로 2위를 한다. 1위를 한 파리스톤=힐은 당선 후 바로 회장직에서 사임하여 치들=요크셔를 부회장에 지명하고 레오리오는 헌터 협회의 14대 회장이 된 치들의 권유로 십이지 구성원에 합류해 의료팀으로서 암흑대륙으로 향한다.